# Hendrick Aerts
Hendrick Aerts (alternatieve namen: Hendrick Aertsz., Henricus Arijssel, Hendrik Arts, Henricus A. Rijssel) (waarschijnlijk Mechelen, tussen 1565 en 1575 - waarschijnlijk Gdańsk, januari 1603) was een kunstschilder en tekenaar uit de Zuidelijke Nederlanden die merendeels architectonische schilderijen maakte. Hij was actief in Gdańsk en Praag.

## Leven
Er is maar weinig bekend over Hendrick Aerts. Men dacht dat hij uit Lille kwam, dat destijds deel uitmaakte van de Zuidelijke Nederlanden. Uit onderzoek van Bernard Vermet is gebleken dat Aerts uit Mechelen zou komen. Verder is uit zijn onderzoek gekomen dat Aerts waarschijnlijk een leerling van de Vlaamse architectkunstenaar Paul Vredeman de Vries was. Mogelijk was hij zijn student in Gdańsk tussen 1592 en 1595. Samen zouden ze naar Praag zijn gegaan van 1596 tot 1599, waar ze aan het plafonds en ontvangstruimte van Keizer Rudolf II's kasteel zouden hebben gewerkt.

## Werk
Er is nog maar weinig werk van Hendrick Aerts bewaard gebleven, naar schatting tien werken. De vroegste datering is 1600 en de laatste 1602. De composities van Aerts waren vernieuwend in de zin dat hij niet koos voor een enscenering waarbij de blik van de kijker naar de diepte van het geschilderde gebouw leidde, maar koos voor verschillende perspectieven.
In 1996 ontdekte Bernard Vermet dat De allegorie op de ouderdom en De allegorie op de dood aan elkaar horen. Zij zouden tussen 1860 en 1897 in tweeën zijn gesneden. Vermoedelijk is dit gedaan, omdat destijds het onderwerp van de dood niet populair was. Het kon er zelfs voor zorgen dat een kunstwerk niet verkocht werd. Beide werken missen aan de bovenkant nog een deel, wat vermoedelijk is gedaan om de verhoudingen kloppend te maken. De werken hangen nu samen, naast elkaar, in Museum Bredius in Den Haag. De Allegorie op de ouderdom en de dood heeft als geheel een tegenhanger, namelijk De allegorie van de jeugd en de liefde. Deze is te vinden in het Rijksmuseum in Amsterdam.

## Lijst van schilderijen
| Titel                                                                                 | Datering | Verblijfplaats           | Afbeelding |
| ------------------------------------------------------------------------------------- | -------- | ------------------------ | ---------- |
| Allegorie op de dood                                                                  | 1602     | Museum Bredius, Den Haag |            |
| Allegorie op de ouderdom                                                              | 1602     | Museum Bredius, Den Haag |            |
| Allegorie van de jeugd en de liefde (Ook bekend als: Gefantaseerd renaissance paleis) | 1602     | Rijksmuseum, Amsterdam   |            |